# Shanghai Rolex Masters 2015
Shanghai Rolex Masters 2015 byl tenisový turnaj pořádaný jako součást mužského okruhu ATP World Tour, hraný v komplexu Qizhong Forest Sports City Arena na otevřených dvorcích s tvrdým povrchem. Konal se mezi 11. až 18. říjnem 2015 v čínském Šanghaji jako 7. ročník turnaje.
Turnaj se po grandslamu řadil do druhé nejvyšší kategorie okruhu ATP World Tour Masters 1000 a představoval předposlední událost této devítidílné série. Dotace činila 7 021 335 amerických dolarů.
Posledním přímým účastníkem singlové soutěže se stal 52. rakouský hráč žebříčku ATP Andreas Haider-Maurer. Nejvýše nasazeným hráčem ve dvouhře byl první hráč světa Novak Djoković ze Srbska, jenž turnaj ovládl a dosáhl tak na dvacátou pátou trofej ze série Masters. Obhájce titulu a třetí muž pořadí Roger Federer vypadl po volném losu se španělským kvalifikantem Albertem Ramosem-Viñolasem ve druhém kole. v deblové soutěži triumfoval jihoafricko-brazilský pár Raven Klaasen a Marcelo Melo.

## Distribuce bodů a finančních odměn

### Distribuce bodů
| Soutěž  | vítězové | finalisté | semifinalisté | čtvrtfinalisté | 16 v kole | 32 v kole | 64 v kole | Q  | Q2 | Q1 |
| ------- | -------- | --------- | ------------- | -------------- | --------- | --------- | --------- | -- | -- | -- |
| dvouhra | 1000     | 600       | 360           | 180            | 90        | 45        | 10        | 25 | 16 | 0  |
| čtyřhra | 1000     | 600       | 360           | 180            | 90        | 0         | —         | —  | —  | —  |

### Finanční odměny
| Soutěž                                      | vítězové | finalisté | semifinalisté | čtvrtfinalisté | 16 v kole | 32 v kole | 64 v kole | Q2     | Q1     |
| ------------------------------------------- | -------- | --------- | ------------- | -------------- | --------- | --------- | --------- | ------ | ------ |
| dvouhra                                     | $913 600 | $448 000  | $225 460      | $114 645       | $59 535   | $31 390   | $16 945   | $3 905 | $1 990 |
| čtyřhra                                     | $282 930 | $138 520  | $69 480       | $35 660        | $18 430   | $9 730    | —         | —      | —      |
| v deblových soutěžích uváděna částka na pár |          |           |               |                |           |           |           |        |        |

## Dvouhra mužů

### Nasazení
| Stát                         | Hráč               | ATP | Nasazení |
| ---------------------------- | ------------------ | --- | -------- |
| Srbsko                       | Novak Djoković     | 1.  | 1.       |
| Švýcarsko                    | Roger Federer      | 2.  | 2.       |
| Spojené království           | Andy Murray        | 3.  | 3.       |
| Švýcarsko                    | Stan Wawrinka      | 4.  | 4.       |
| Česko                        | Tomáš Berdych      | 5.  | 5.       |
| Japonsko                     | Kei Nišikori       | 6.  | 6.       |
| Španělsko                    | David Ferrer       | 7.  | 7.       |
| Španělsko                    | Rafael Nadal       | 8.  | 8.       |
| Kanada                       | Milos Raonic       | 9.  | 9.       |
| Francie                      | Gilles Simon       | 10. | 10.      |
| Francie                      | Richard Gasquet    | 11. | 11.      |
| Jižní Afrika                 | Kevin Anderson     | 12. | 12.      |
| USA                          | John Isner         | 13. | 13.      |
| Chorvatsko                   | Marin Čilić        | 14. | 14.      |
| Španělsko                    | Feliciano López    | 15. | 15.      |
| Francie                      | Jo-Wilfried Tsonga | 16. | 16.      |
| Žebříček ATP k 5. říjnu 2015 |                    |     |          |

### Jiné formy účasti
Následující hráčí obdrželi divokou kartu do hlavní soutěže:
- Paj Jen
- Tommy Haas
- Wu Ti
- Čang Ce

Následující hráči postoupili z kvalifikace:
- Nikoloz Basilašvili
- Simone Bolelli
- Łukasz Kubot
- Andrej Kuzněcov
- Lu Jan-sun
- Albert Ramos-Viñolas
- Go Soeda

Následující hráč postoupil jako tzv. šťastný poražený:
- Donald Young

### Odhlášení
před zahájením turnaje
- Grigor Dimitrov → nahradil jej Steve Johnson
- Philipp Kohlschreiber → nahradil jej Víctor Estrella Burgos
- Florian Mayer → nahradil jej Vasek Pospisil
- Juan Mónaco → nahradil jej Gilles Müller
- Gaël Monfils → nahradil jej João Sousa
- Benoît Paire → nahradil jej Donald Young

## Mužská čtyřhra

### Nasazení
| Stát                                                                    | Hráč                  | Stát     | Hráč                   | ATP | Nasazení |
| ----------------------------------------------------------------------- | --------------------- | -------- | ---------------------- | --- | -------- |
| USA                                                                     | Bob Bryan             | USA      | Mike Bryan             | 2.  | 1.       |
| Nizozemsko                                                              | Jean-Julien Rojer     | Rumunsko | Horia Tecău            | 9.  | 2.       |
| Polsko                                                                  | Marcin Matkowski      | Srbsko   | Nenad Zimonjić         | 22. | 3.       |
| Francie                                                                 | Pierre-Hugues Herbert | Francie  | Nicolas Mahut          | 23. | 4.       |
| Itálie                                                                  | Simone Bolelli        | Itálie   | Fabio Fognini          | 31. | 5.       |
| Jižní Afrika                                                            | Raven Klaasen         | Brazílie | Marcelo Melo           | 31. | 6.       |
| Kanada                                                                  | Daniel Nestor         | Francie  | Édouard Roger-Vasselin | 35. | 7.       |
| Indie                                                                   | Rohan Bopanna         | Polsko   | Łukasz Kubot           | 42. | 8.       |
| Žebříček ATP k 5. říjnu 2015; číslo je součtem umístění obou členů páru |                       |          |                        |     |          |

### Jiné formy účasti
Následující páry obdržely divokou kartu do hlavní soutěže:
- Kung Mao-sin /  Čang Ce
- Wu Ti /  Čang Č’-čen

Následující pár nastoupil z pozice náhradníka:
- Roberto Bautista Agut /  David Marrero

### Odhlášení
před zahájením turnaje
- Fernando Verdasco (poranění kyčle)

v průběhu turnaje
- Pierre-Hugues Herbert (poranění zad)

## Přehled finále

### Mužská dvouhra
- Novak Djoković vs.  Jo-Wilfried Tsonga 6–2, 6–4

### Mužská čtyřhra
- Raven Klaasen /  Marcelo Melo vs.  Simone Bolelli /  Fabio Fognini 6–3 , 6–3